# César Laraignée
César Augusto Laraignée (n. Buenos Aires, Argentina; 10 de febrero de 1949) es un exfutbolista argentino que se desempeñó como defensor en el River Plate de Argentina. La mayor parte de su carrera transcurrió en Francia, donde tuvo un paso importante.

## Trayectoria
Formado en River Plate, fue descubierto en 1972 por Robert Marion, tesorero del Stade de Reims y especialista en contratación para el club. Él se le jugó junto a sus compatriotas Delio Onnis, Carlos Bianchi y Santiago Santamaría. Su carrera se vio interrumpida en 1977 por una operación de rodilla. Después de dos temporadas en el Stade Laval, terminó su carrera en el FC Rouen en la división dos, y salió de Francia en noviembre de 1980. 
En 2012 fue el entrenador del equipo de la reserva de River que se coronó campeón de la Copa Libertadores Sub-20 de 2012. Antes de dirigir a este equipo dirigió al  Deportivo Laferrere y a Comunicaciones.

## Clubes
| Club           | País      | Año       |
| -------------- | --------- | --------- |
| River Plate    | Argentina | 1970-1972 |
| Stade de Reims | Francia   | 1972-1977 |
| Stade Laval    | Francia   | 1977-1978 |
| AC Avignonnais | Francia   | 1978-1979 |
| FC Rouen       | Francia   | 1979-1981 |